# Lijst van voetbalinterlands Canada - Colombia
Deze lijst van voetbalinterlands is een overzicht van alle officiële voetbalwedstrijden tussen de nationale teams van Canada en Colombia. De landen speelden tot op heden drie keer tegen elkaar. De eerste ontmoeting, een vriendschappelijke wedstrijd, werd gespeeld in Armenia op 30 maart 1988. Het laatste duel, eveneens een vriendschappelijke wedstrijd, vond plaats op 14 oktober 2014 in Harrison (Verenigde Staten).

## Wedstrijden
| № | Plaats      | Datum            | Competitie             | Wedstrijd         | Uitslag |
| - | ----------- | ---------------- | ---------------------- | ----------------- | ------- |
| 1 | Armenia     | 30 maart 1988    | Vriendschappelijk      | Colombia – Canada | 3 – 0   |
| 2 | Los Angeles | 27 februari 2000 | CONCACAF Gold Cup 2000 | Colombia – Canada | 0 – 2   |
| 3 | Harrison    | 14 oktober 2014  | Vriendschappelijk      | Canada – Colombia | 0 – 1   |

## Samenvatting
| Competitie        | Totaal gespeeld | Winst Canada | Gelijk | Winst Colombia | Doelsaldo Canada – Colombia |
| ----------------- | --------------- | ------------ | ------ | -------------- | --------------------------- |
| CONCACAF Gold Cup | 1               | 1            | 0      | 0              | 2 − 0                       |
| Vriendschappelijk | 2               | 0            | 0      | 2              | 0 − 4                       |
| Totaal            | 3               | 1            | 0      | 2              | 2 − 4                       |

Wedstrijden bepaald door strafschoppen worden, in lijn met de FIFA, als een gelijkspel gerekend.

## Details

### Eerste ontmoeting
| Vriendschappelijk (Armenia, Colombia, 30 maart 1988): |              | |
| Colombia | 3 – 0        | Canada |
| Luis Carlos Perea 26' Carlos Valderrama 42' John Jairo Tréllez 74' | goals        | |
| Francisco Maturana | bondscoach   | Tony Taylor |
| René Higuita ??' Luis Fernando Herrera Luis Carlos Perea Andrés Escobar Carlos Hoyos Leonel Álvarez ??' Alexis García Carlos Valderrama Alex Valderrama ??' Bernardo Redín Arnoldo Iguarán ??' | opstellingen | Pat Onstad Steve Jansen John Limniatis Peter Sarantopoulos Tom Panhuyzen Nick DeSantis Lyndon Hooper Tony Pignatiello ??' John Catliff Cosimo Commisso ??' John Fitzgerald |
| Eduardo Niño ??' Jorge Ambuila ??' Juan Jairo Galeano ??' John Jairo Tréllez ??' | wissels      | ??' Lucio Ianiero ??' James Grimes |
| - Debuut van Andrés Escobar voor Colombia. |              | |

### Tweede ontmoeting
| CONCACAF Gold Cup 2000 (Los Angeles, Verenigde Staten, 27 februari 2000): |              | |
| Colombia | 0 – 2        | Canada |
| | goals        | 45' Jason de Vos 68' (pen.) Carlo Corazzin |
| Luis Augusto García | bondscoach   | Holger Osieck |
| Diego Gómez Andrés Mosquera John Wilmar Pérez Gonzalo Martínez Roberto Carlos Cortes Bonner Mosquera 46' Mayer Candelo Arley Dinas Martín Zapata Faustino Asprilla Víctor Bonilla 57' | opstellingen | Craig Forrest Paul Fenwick Tony Menezes Jason de Vos Mark Watson Jim Brennan Paul Stalteri Jeff Clarke Richard Hastings Carlo Corazzin 89' Martin Nash |
| Héctor Hurtado 46' Edwin Congo 57' | wissels      | 89' Garret Kusch |
| Faustino Asprilla 19' Edwin Congo 80' Andrés Mosquera 88' | gele kaarten | 23' Paul Fenwick 76' Jason de Vos 78' Paul Stalteri 80' Tony Menezes                                                                                   |
| - Faustino Asprilla (Colombia) mist een strafschop. |              | |

### Derde ontmoeting
| Vriendschappelijk (Harrison, Verenigde Staten, 14 oktober 2014): |              | |
| Canada | 0 – 1        | Colombia |
| | goals        | 75' James Rodríguez |
| Benito Floro | bondscoach   | José Pékerman |
| Milan Borjan Adam Straith 90' Doneil Henry André Hainault David Edgar Pacheco 68' Issey Nakajima-Farran 90' Nicolas Ledgerwood 58' Marcel de Jong 77' Julian de Guzman Tosaint Ricketts 82'                    | opstellingen | Camilo Vargas 86' Jeison Murillo 67' Juan Camilo Zúñiga Cristián Zapata Juan Cuadrado Santiago Arias 46' Carlos Carbonero Alexander Mejía 67' Radamel Falcao 82' James Rodríguez 71' Teófilo Gutiérrez                    |
| Daniel Haber 58' Jérémy Gagnon-Laparé 68' Karl Ouimette 77' Cyle Larin 82' Manuel Aparicio 90' Jordan Hamilton 90' Quillan Roberts Lars Hirschfeld Luca Gasparotto Daniel Stanese Dylan Carreiro Hanson Boakai | wissels      | 46' Fredy Guarín 67' Jackson Martínez 67' Pablo Armero 71' Juan Fernando Quintero 82' Adrián Ramos 86' Carlos Sánchez Juan Cuadrado Pedro Franco Éder Álvarez Balanta Edwin Cardona Abel Aguilar Yimmi Chará Carlos Bacca |
| Julian de Guzman 78' | gele kaarten | |